# Aile
AILE アイル es una banda Visual Kei indie que comenzó en 2001. A veces catalogada como Oshare kei, su sonido es una mezcla de melodías bright pop y hard rock. Ha tenido muchos cambios de integrantes, separaciones y reformaciones, su música se ha mantenido con un sonido bastante pegadizo, una canción muy conocida de ellos es Romance Senki.

## Integrantes
- Vocal: Akito
- Bajo: Tsuyoshi (ex. 244)
- Batería: Kohsuke (ex. KOxKO)
- Guitarra: A-ya
- Guitarra: Moe

## Exintegrantes
- Batería: Takumi [abandono: 2004]
- Guitarra: Hiro [abandono: 2004]
- Bajo: yukkiy [abandono: 2004]
- Bajo: Fumi [abandono: 2003]
- Guitarra: Yue [abandono: 2006]
- Bajo: Sai [abandono: 2006]

## Discografía
ALBUM & MINI-ALBUM
- 2006-07-19 	White Feather ~Tenshi kara no Okurimono~ 	WHITE FEATHER～天使からの贈り物～

SINGLE & MAXI-SINGLE
- 2007-05-16 	TRUE FEATHER~saikai no toki~ 	TRUE FEATHER~再会の時~
- 2006-03-01 	Parting Feather ~Kimi to aeru hi made~ 	PARTING FEATHER～君と逢える日まで～ 	CD
- 2005-11-30 	Sole Feather ~Tatta hitori no kimi e~ 	SOLE FEATHER ～たった一人の君へ～』 	CD
- 2005-07-20 	Love Feather ~Kimi e tsutaetai koto~ 	LOVE FEATHER～君へ伝えたい事～ 	CD
- 2003-12-00 	Alive
- 2003-11-00 	Kakehiki 	カケヒキ
- 2003-10-00 	Sanpomichi 	散歩道
- 2003-09-00 	Natsu no Hahen 	夏の破片
- 2003-08-01 	Cure Feather ~Kimi e todokimasu youni~ 	CURE FEATHER ～君へ届きますように～
- 2003-08-00 	Yuujou Sakugo 	友情錯誤
- 2003-07-00 	'Cure Feather' Shichouhan 	"CURE FEATHER" 試聴版
- 2003-06-00 	blue moon
- 2003-05-00 	Kishoutenketsu 	起承転結
- 2003-04-00 	Sayokyoku 	小夜曲
- 2003-03-00 	Bird's Tear
- 2002-11-19 	Nukumori Izonshou 	ぬくもり依存症
- 2002-06-10 	Hakua no tsubasa 	白亜の翼
- 2002-04-28 	Gekka no Hana/Nakigara 	月下の華／亡骸

OMNIBUS
- 2003-01-25 	HYSTERIC MEDIA ZONE IV